# 紫月光
紫月光，台灣六人女子音樂組合，原為實境選秀節目《未來少女》的參賽團體。節目結束後，2024年7月29號更名為EighRA官宣出道
，後因遇成員離開，於2025年7月21號更名為SOLOMOON重新出道。成員目前由Brenda、Xiu、Yia、Kila、Yuki、Bling組成，現任隊長為Xiu。

## 團名介紹

### EighRA
原由八位不同風格的女孩組成。團名是由寓意「八」(Eight) +「極光」(Aurora)構成，簡稱為「ERA」，象徵著八道神祕光芒及歐若拉女神破曉之光的前瞻意義，也因簡稱有著時代的意思，蘊含著屬於她們的時代即將來臨。

### SOLOMOON
團名來自音譯「SOLA MOON（索羅門）」，結合神秘學六芒星、宇宙六元素與月亮能量，象徵集體和諧即是最高閃耀。強調：「我們不再是閃耀的個體，而是一個圓，一個滿月。」

## 成員列表
- 名字粗體為隊長

| 藝名       | 本名   | 團內定位 | 出生日期              | 出生地                  | 備註                     |
| ---------- | ------ | -------- | --------------------- | ----------------------- | ------------------------ |
| Brenda     | 李躍瑄 | 主舞     | 1997年4月30日         | 台灣新北市              | 節目名為Lyco，出道後更名 |
| Xiu        | 康碧秀 | 隊長     | 1998年7月22日（26歲） | 台灣高雄市              |                          |
| Yia        | 林苡辰 | 門面     | 1999年11月7日（24歲） | 台灣彰化市              |                          |
| Kila       | 鄭衣秦 | 主rapper | 2001年6月17日（23歲） | 台灣台南市              | 節目名為17，出道後更名   |
| Yuki       | 曹毓晏 | 門面     | 2001年11月26日        | 台灣新北市              |                          |
| Bling      | 步麗玲 | 主唱     | 2004年11月16日        | 台灣桃園市 (台、菲混血) |                          |
| 已離開成員 |        |          |                       |                         |                          |
| MENG       | 游孟禎 |          | 於2024年11月離開      | 台灣                    |                          |
| Libi       | 周歆喻 |          | 於2025年1月離開       | 台灣                    |                          |

## 影視作品

### 數位單曲
- 2025-04-28：《Boss girl》
- 2025-04-28：《Shine in your eyes》
- 2025-06-01：《嘿!好久不見》
- 2025-07-21：《Look at me now》

### 參與節目
| 年份   | 播出日期         | 節目名稱         | 參與成員                   |
| ------ | ---------------- | ---------------- | -------------------------- |
| 2023年 | 7月29日~10月14日 | 未來少女         | 全員                       |
| 2023年 | 8月26日          | 學生天團瘋音樂   | 全員                       |
| 2023年 | 11月2日          | 綜藝大熱門       | Lyco、Xiu、17、MENG、Bling |
| 2023年 | 11月11日         | 超級夜總會       | 全員                       |
| 2023年 | 12月13日         | 李岳FUN4夜       | 全員                       |
| 2023年 | 12月13日         | 小姐不熙娣       | Xiu、Yia、Libi             |
| 2024年 | 8月30日          | 如虹音樂會       | 全員                       |
| 2024年 | 10月23日         | FIF.LIVE打歌舞台 | 全員                       |
| 2025年 | 2月26日          | 百變智多星       | Brenda、Xiu、Yia           |
| 2025年 | 6月23日          | 如虹音樂會       | 全員                       |
| 2025年 | 6月28日          | 中廣流行網       | 全員                       |
| 2025年 | 7月2日           | 全民星攻略       | Yia、Yuki                  |
| 2025年 | 7月3日           | 綜藝大熱門       | 全員(feat. 蘿莉塔)         |
| 2025年 | 8月15日          | 超級夜總會       | 全員                       |

## 外部連結
- 紫月光的Instagram帳戶
- YouTube上的紫月光頻道